# Авіаторські окуляри

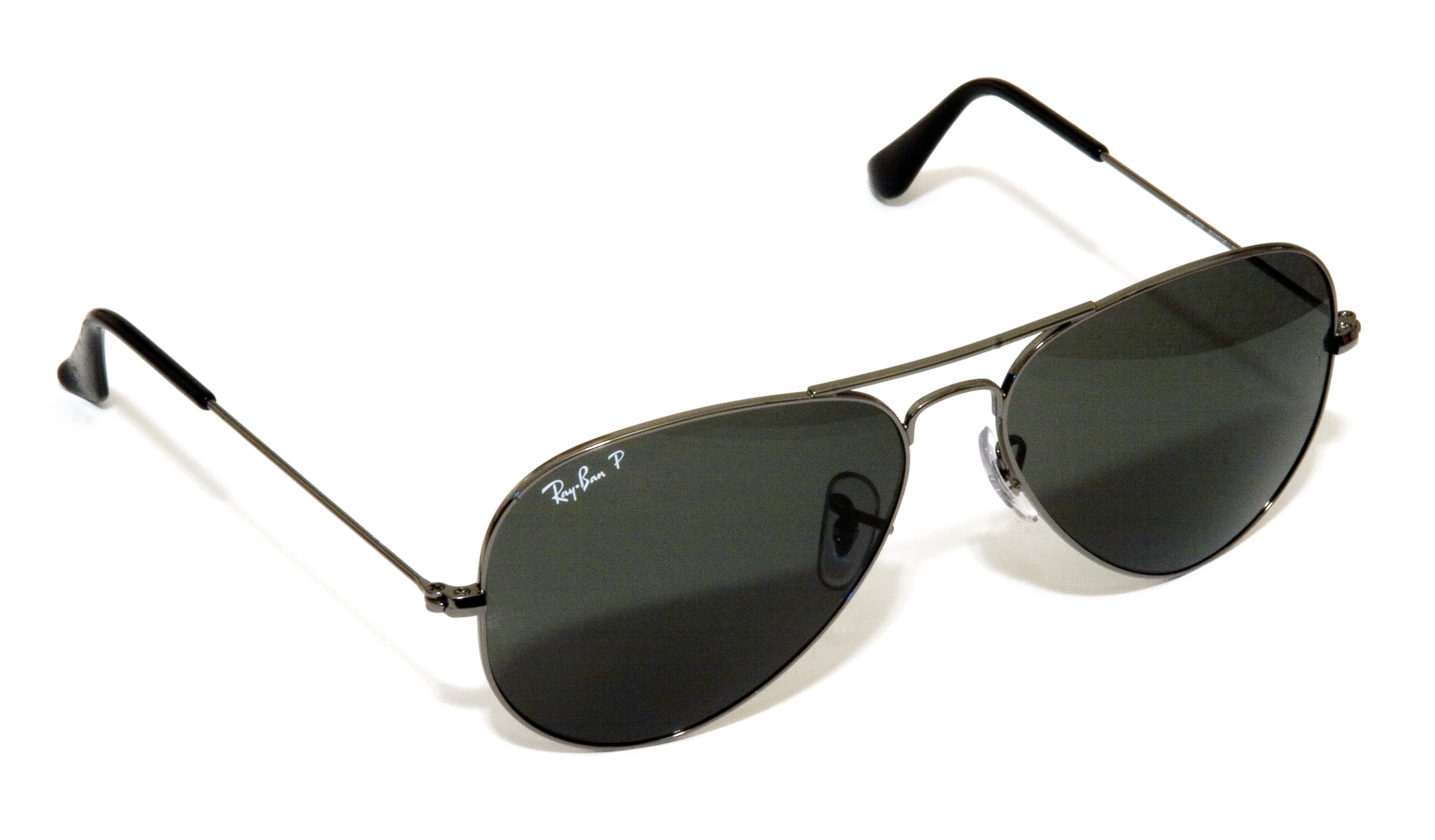
Сонцезахисні окуляри фірми Ray-Ban, модель «Авіатор»

Авіа́торські окуля́ри, або просто: «кра́пельки» — модель сонцезахисних окулярів, які випускаються фірмою Bausch & Lomb. Їх характерна риса — величезні лінзи (удвічі або утричі більші за очне яблуко), найчастіше затемнені або із дзеркальним покриттям, і тонка металічна оправа із зігнутими дужками й подвійною (зрідка потрійною) перемичкою. Сучасні моделі часто бувають поляризованими, а то й із діоптріями (однак через особливості конструкції окулярів лінзи із великими діоптріями не завжди можливо установити). Уважається, що вони пропускають не більш як 20 % світлових променів: звідси й назва фірми «Ray-Ban» (у буквальному перекладі з англійської — «заборона променів»).

## Історія

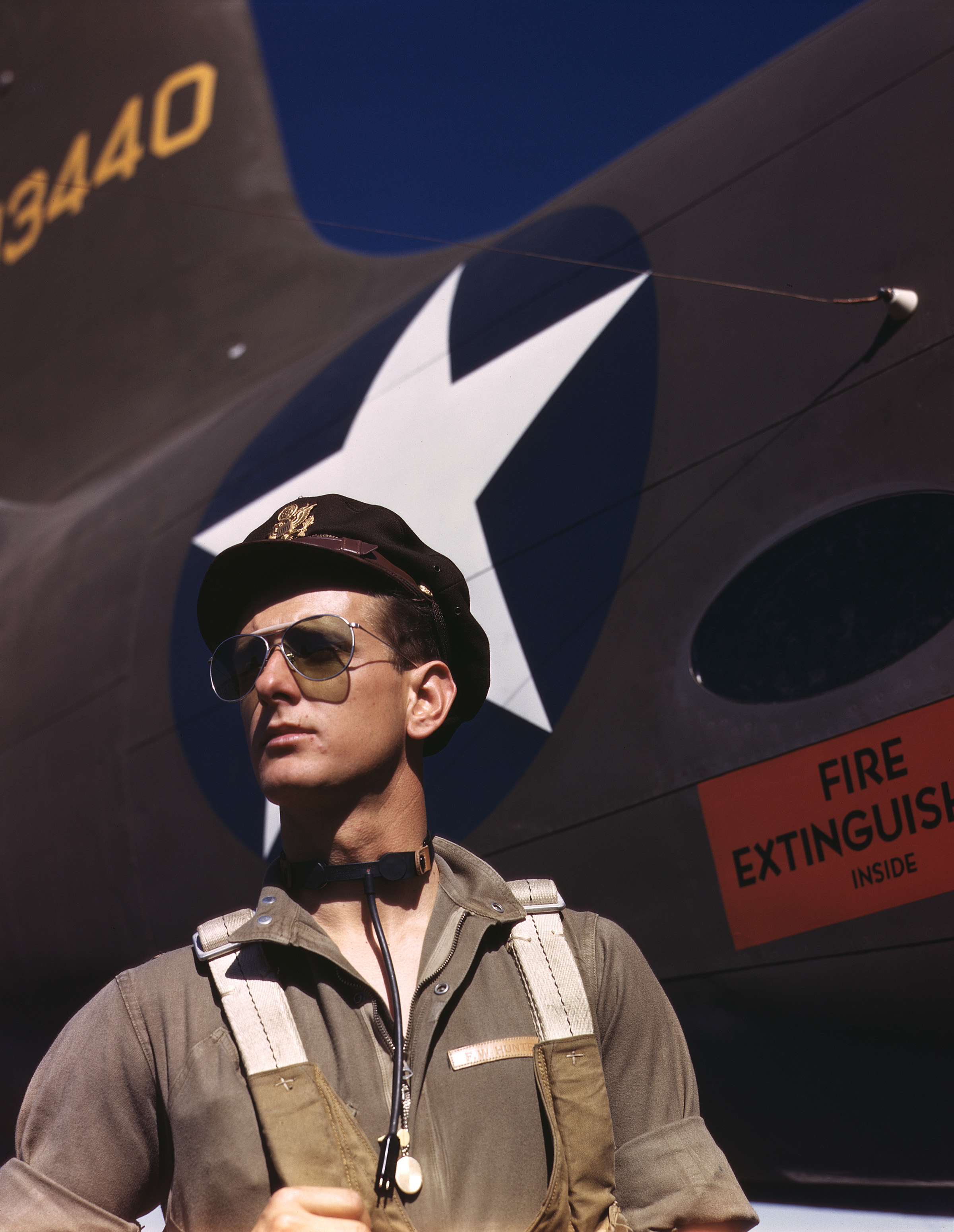
Американський льотчик Майк Ф. В. Хантер в авіаторських окулярах

Авіаторські окуляри зобов'язані своєю назвою краплеподібній формі, що нагадує захисні окуляри військових і морських льотчиків. Величезні лінзи робляться трохи опуклими, щоб не пропускати світло в очну западину з усіх сторін. Єдина їх незручність — не засмагла шкіра навколо очей (але це й означає, що вони не пропускають ультрафіолет).
Авіаторські окуляри винайдено у 1936, але до 1938 були доступні тільки льотчикам — у широкий побут іще не ввійшли.

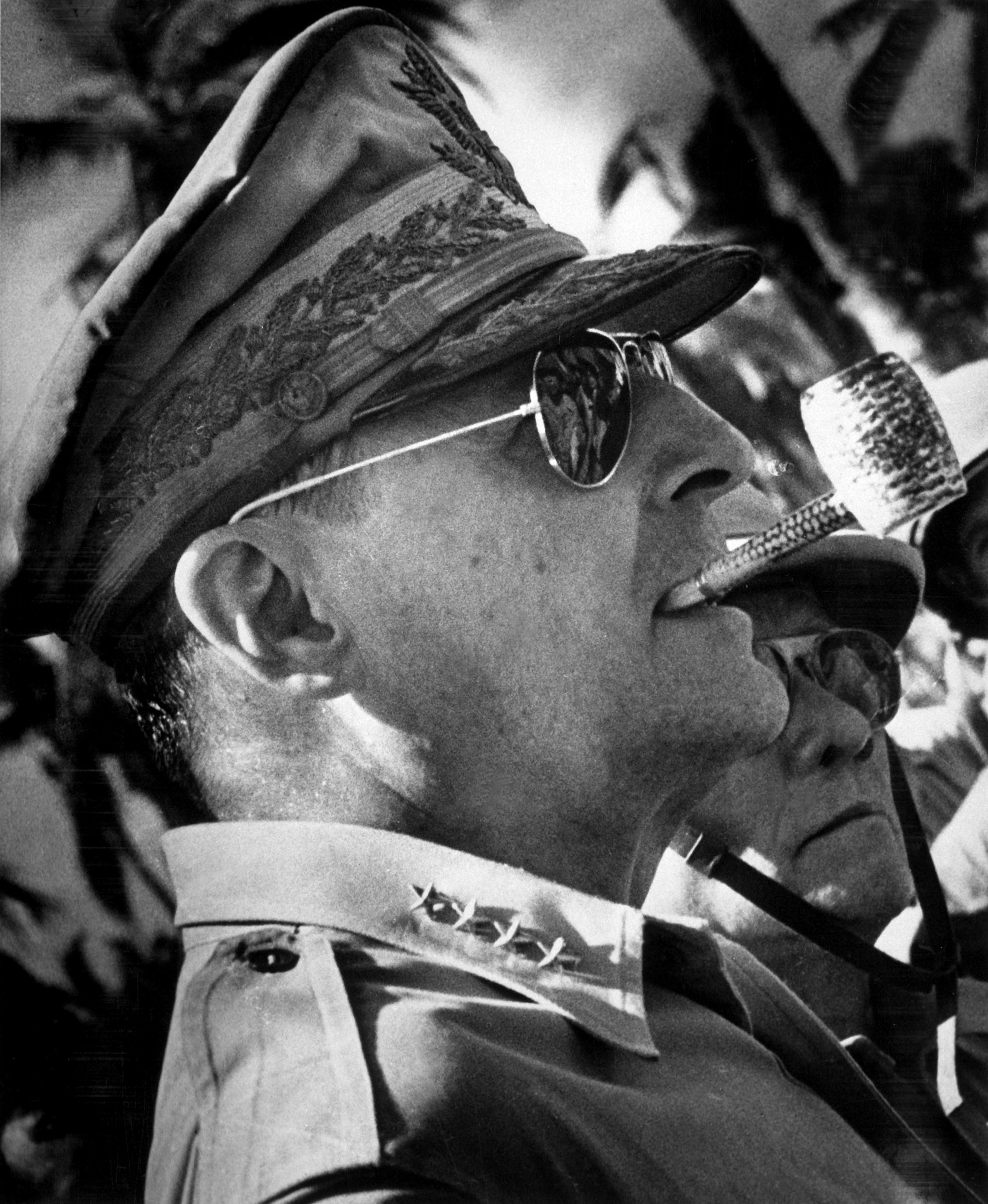
Генерал Дуглас Макартур в авіаторських окулярах

За легендою, льотчики того часу не надівали у політ сонцезахисних окулярів, які заважали бачити показання приладів або помітити зустрічний літак. Проте потреба у сонцезахисних окулярах виникла зі збільшенням висоти польоту: військові пілоти помітили, що вдень потрібен захист від яскравого сонячного світла.
Наприклад, відомо, що у 1937 лейтенант Джон Макріді літав на повітряній кулі й скаржився, що сонце світило прямо в очі. Він зв'язався з фірмою «Ray Ban» і замовив окуляри, які були б не тільки захисними, але й ошатними: у легкій металічній оправі вагою всього 150 г із лінзами з мінерального скла. Такий стиль одразу сподобався американським військовим льотчикам.
Загальновідомо, що у період другої світової війни генерал Дуглас Макартур висадився на Філіппіни — у газетах одразу з'явилося декілька його фотографій в авіаторських окулярах із золотою оправою й зеленими лінзами, що захищали його очі від південного сонця.
У 1960-ті — 1980-ті роки авіаторські окуляри стали модними завдяки багатьом знаменитостям, серед яких Пол Маккартні, Рінго Старр, Олександр Градський, Юрій Антонов, Володимир Маркін, Урмас Отт, Войцех Ярузельський і багато інших. Серед українських знаменитостей — Микола Азаров, Іво Бобул, Іван Драч, Павло Лазаренко, Юрій Рибчинський.
Іще й досі авіаторські окуляри мають значний попит серед військових і цивільних льотчиків, а також популярні в американських поліціянтів.

## Основні кольори авіаторських окулярів

### Кольори оправи
- 001 — аристократичний золотий
- 002 — металічний чорний
- 003 — блискучий срібний
- 004 — гарматний бронзовий
- 006 — матовий чорний
- 014 — металічний коричневий
- 019 — матовий срібний
- 029 — темно-фіолетовий
- 032 — металічний білий
- 040 — титановий золотий
- 064 — титановий срібний
- 071 — помаранчевий
- 072 — фіолетово-ліловий
- 076 — фіолетовий
- 077 — біло-золотий
- 078 — червоно-бронзовий
- 086 — титановий
- 087 — металічний фіолетовий
- 088 — металічний синій
- 089 — металічний червоний
- 096 — темно-коричневий
- 101 — матовий золотий

### Кольори, матеріали та ступінь затемнення лінз
- без номера — темно-зелений натуральний (скло), максимальний
- 11 — нейтральний градієнт (полікарбонат), середній
- 13 — м'який коричневий градієнт (полікарбонат), середній
- 14 — світло-зелений натуральний (скло), середній
- 32 — нейтральний градієнт (скло), середній
- 37 — зелений дзеркальний градієнт (скло), максимальний
- 3E — ніжний рожевий дзеркальний градієнт (скло), середній
- 3F — небесно-блакитний градієнт (скло), середній
- 3G — прозоре дзеркало (скло), середній
- 3K — коричневий дзеркальний градієнт (скло), середній
- 40 — зелене натуральне дзеркало (скло), максимальний
- 4F — жовте дзеркало (скло), середній
- 4I — персиково-коричневий хамелеон (скло), адаптивний
- 4R — м'яке фіолетове дзеркало (скло), адаптивний
- 51 — м'який коричневий градієнт (скло), середній
- 55 — небесно-синє дзеркало (полікарбонат), максимальний
- 57 — коричневий натуральний поляроїд (скло), максимальний
- 58 — зелений натуральний поляроїд (скло), максимальний
- 5D — коричнево-жовтий градієнт (скло), середній
- 62 — небесно-блакитний (скло), середній
- 6G — срібне дзеркало (полікарбонат), максимальний
- 70 — фіолетово-коричневий дзеркальний градієнт (скло), середній
- 71 — зелений (полікарбонат), максимальний
- 73 — зелено-коричневий (полікарбонат), середній
- 74 — коричневий натуральний (скло), максимальний
- 76 — синьо-зелений поляризований градієнт (скло), середній
- 78 — блакитний поляризований градієнт (скло), середній
- 7B — небесно-блакитний дзеркальний градієнт (полікарбонат), середній
- 82 — нейтральний дзеркальний поляроїд (полікарбонат), максимальний
- 88 — димчасте дзеркало (скло), максимальний
- 8E — зелений (полікарбонат), середній
- 8G — нейтральний градієнт (полікарбонат), максимальний
- 9A — зелений поляроїд (полікарбонат), максимальний
- K3 — нейтральний поляроїд (полікарбонат), максимальний
- M2 — коричневий поляризований градієнт (скло), максимальний
- M3 — нейтральний поляроїд (скло), середній
- M4 — смарагдово-зелений поляроїд (скло), середній
- M6 — дзеркальний поляроїд (скло), максимальний
- N1 — рожевий градієнт (скло), середній
- N3 — коричневий дзеркальний поляроїд (скло), максимальний
- N4 — темно-зелений дзеркальний поляроїд (скло), максимальний
- N8 — срібний дзеркальний поляроїд (скло), максимальний

## БрендRay-Ban
- Large Metal — 3025
- Large Metal II — 3026
- Small Metal — 3044
- Shooter — 3138
- Outdoorsman — 3030, 3422
- Outdoorsman II Rainbow — 3407
- Outdoorsman Road Spirit — 3428
- Light — 3449
- Flip Out (зі змінними лінзами) — 3460
- Liteforce — 4180, Ultra — 8029
- Titanium — 8041
- Carbon — 8307